# 폴라 브랜카티
폴라 브랜카티(Paula Brancati, 1989년 6월 6일 ~ )는 캐나다의 배우, 영화배우이다.
마크햄에서 태어났다.

## 영화
- 아웃 (2013년) - 카렌 역
- 데스퍼러틀리 씨킹 산타 (2011년)
- 문 포인트 (2011년)
- 더 내셔널 트리 (2009년)
- 비잉 에리카 (2008년)
- 점프 인! (2007년)
- 철없는 자매의 개과천선 프로젝트 (2006년)
- 페인킬러 제인 (2005년)
- 콜드 크릭 (2003년)